# Sebasmia templetoni
Sebasmia templetoni är en skalbaggsart som beskrevs av Francis Polkinghorne Pascoe 1859. Sebasmia templetoni ingår i släktet Sebasmia och familjen långhorningar.
Artens utbredningsområde är Sri Lanka. Inga underarter finns listade i Catalogue of Life.